# Hadropenaeus lucasii
Hadropenaeus lucasii är en kräftdjursart som först beskrevs av Charles Spence Bate 1881.  Hadropenaeus lucasii ingår i släktet Hadropenaeus och familjen Solenoceridae. Inga underarter finns listade i Catalogue of Life.